# اچ‌ام‌اس اسکاتزمن (پی۲۴۳)
اچ‌ام‌اس اسکاتزمن (پی۲۴۳) (به انگلیسی: HMS Scotsman (P243)) یک زیردریایی بود که طول آن ۲۱۷ فوت (۶۶ متر) بود. این زیردریایی در سال ۱۹۴۴ ساخته شد.